# All Rebel Rockers
All Rebel Rockers è il decimo album di Michael Franti & Spearhead pubblicato nel settembre del 2008.

## Tracce
1. Rude Boys Back in Town – 4:20
2. A Little Bit of Riddim (feat. Cherine Anderson) – 4:19
3. Life In The City – 3:54
4. Hey World (Remote Control Version) – 4:17
5. All I Want Is You – 5:01
6. Say Hey (I Love You) – 3:55
7. I Got Love For You – 4:13
8. Soundsystem (feat. Cherine Anderson) – 4:12
9. Hey World (Don't Give Up Version) – 4:09
10. The Future – 4:38
11. High Low (feat. Zap Mama) – 4:01
12. Nobody Right Nobody Wrong – 3:53
13. Have A Little Faith – 3:54